# Coscile
Il Coscile (noto localmente anche con l'antico nome Sibari dal greco antico Σύβαρις) è un fiume della Calabria, il terzo della regione per ricchezza d'acque ed estensione di bacino dopo Crati e Neto e principale tributario di sinistra dello stesso Crati.

## Descrizione
Il fiume è lungo circa 50 km e presenta un ampio bacino (circa 950 km²) che raccoglie le acque di molte sorgenti ai piedi del Pollino e del Serra Dolcedorme, tramite gli affluenti Esaro, Tiro e Garga.
Con andamento dapprima verso sud-est giunge nella Piana di Sibari, assumendo definitivamente direzione est dopo la confluenza con l'Esaro (suo principale tributario, che ne triplica quasi la portata) sino a confluire nel fiume Crati nei pressi dell'antiche rovine di Sibari nel comune di Cassano all'Ionio.
Il fiume viene attraversato in più punti dall'autostrada Salerno - Reggio Calabria nel tratto che scende dal valico di Campotenese (1016 m s.l.m., frazione di Morano Calabro) verso Castrovillari. Nei pressi di Spezzano Albanese è anche attraversato dalla linea ferroviaria Cosenza - Sibari.

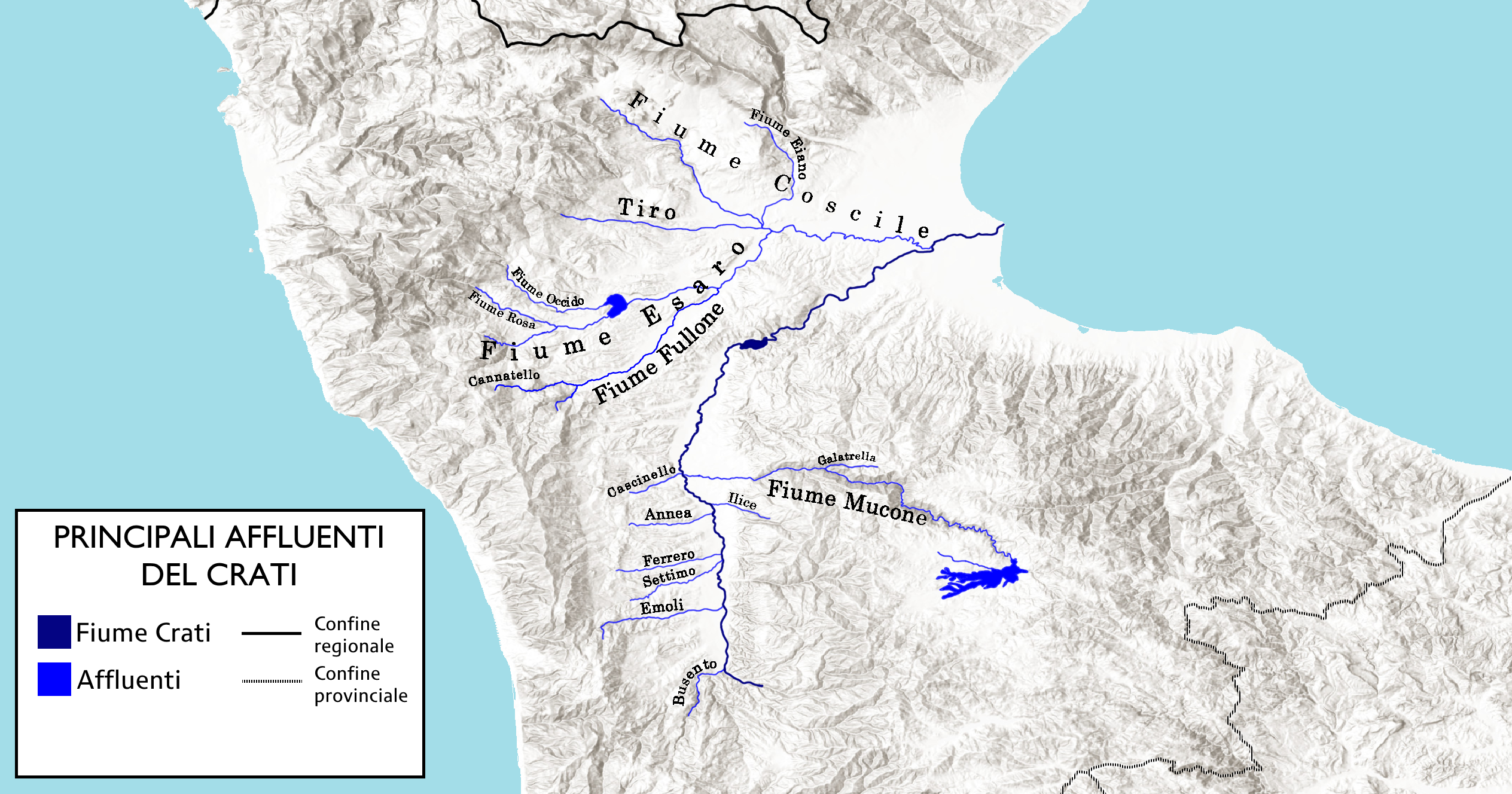
Mappa dei principali affluenti del Fiume Crati

## Idrologia
Grazie alle varie sorgenti e soprattutto al ricco apporto dell'Esaro, il fiume risulta il 3º della Calabria per ricchezza d'acque con 14 m³/s di portata media annua.
L'importanza del suo bacino imbrifero è testimoniata dalla presenza di tre impianti ENEL.
Il fiume è soggetto in ogni caso a un regime nettamente torrentizio alternando forti piene invernali a marcate magre estive pur tributando, ancora anche in agosto, una media di 5 m³/s di acque nel Crati.